# Intelsat 9
O Intelsat 9 (IS-9), anteriormente conhecido como PanAmSat 9 (ou PAS-9), é um satélite de comunicação geoestacionário construído pela Hughes/Boeing. Ele está localizado na posição orbital de 43 graus de longitude oeste e opera na região do Oceano Atlântico. Operando em Banda C Linear e Banda Ku, sua área de cobertura envolve todo o continente americano, a região do Caribe e a Europa Ocidental. O mesmo foi operado inicialmente pela PanAmSat e atualmente pela Intelsat. O satélite foi baseado na plataforma HS-601HP e sua expectativa de vida útil era de 15 anos.

## História
O Intelsat 9 foi a principal plataforma de transmissão do serviço da Sky México, e mais tarde a DirecTV o posicionou na posição 43.1 para dar auxílio ao Intelsat 11 para a Sky Brasil. O satélite também foi usado pelo canal de televisão árabe Al Jazeera para transmitir as tragédias dos Ataques de 11 de setembro em Nova York para o Qatar.
Devido ao seu grande poder de transmissão, o Intelsat 9 tem como característica principal o fato de ser um satélite usado por vários canais internacionais para transmitirem seus conteúdos para todo o continente americano.

## Lançamento
O satélite foi lançado com sucesso ao espaço no dia 28 de julho de 2000 às 22:42 UTC, por meio de um veículo ucraniano Zenit-3SL a partir da plataforma de lançamento marítima da Sea Launch no Oceano Pacífico, a Odyssey. Ele tinha uma massa de lançamento de 3659 kg.

## Capacidade e cobertura
O Intelsat 7 é equipado com 24 (mais 4 de reserva) transponders em banda C e 24 (mais 4 de reserva) em banda Ku para fornecer serviços de voz, vídeo, dados e canais de Internet para a América, Caribe e Europa.

## Ligações Externas
- Mapa de cobertura do Intelsat 9